# Чемпионат мира по дзюдо 2014
Чемпионат мира по дзюдо 2014 года проходил в Челябинске с 25 по 31 августа 2014 года. Соревнования проводились на Арене «Трактор». В ходе соревнований были выявлены чемпионы мира в 14 весовых категориях среди мужчин и женщин, а также в двух командных первенствах. В чемпионате приняли участие представители 110 стран, каждая страна могла выставить максимум 18 спортсменов (9 мужчин и 9 женщин), но не более 2 человек в одной весовой категории. Полную квоту в 18 спортсменов выбрали шесть стран: Бразилия, Китай, Монголия, Россия, Франция, Япония. Всего в чемпионате приняли участие 388 мужчин и 251 женщина. Для участников соревнований был разрешён безвизовый въезд в Россию.

## Предыстория
На проведение чемпионата 2014 года заявки в Международную федерацию дзюдо были поданы США, Южной Кореей, ОАЭ, Азербайджаном и Россией. 2 октября 2012 года на отчётно-выборной конференции ФДР было объявлено, что Россия впервые за свою историю примет полноценный чемпионат мира по дзюдо. Одной из причин, определивших выбор Челябинска, стала успешная организация в этом городе чемпионата Европы по дзюдо 2012 года.
17 декабря 2012 года в Москве, в отеле Ritz-Carlton состоялось торжественное подписание соглашения о проведении чемпионата. В церемонии участвовали президент Международной федерации дзюдо Мариус Визер, губернатор Челябинской области Михаил Юревич и вице-президент Федерации дзюдо России, глава Европейского союза дзюдо Сергей Соловейчик.
2 сентября 2013 года, в день окончания чемпионата мира по дзюдо 2013 года, флаг Международной организации дзюдо был торжественно передан в Рио-де-Жанейро представителю Федерации дзюдо России по Челябинской области
19 марта 2014 года был утверждён регламент турнира. В соответствии с ним, на 21 и 22 августа 2014 года было запланировано прибытие делегаций, исполнительного комитета, комиссий и технического персонала международной федерации дзюдо. 23 августа 2014 года состоялось совещание комиссий и началась аккредитация для гостей чемпионата мира, также состоялась жеребьёвка турнира и совещание судей. 24 августа 2014 года аккредитация продолжилась уже для спортсменов. Соревнования прошли в период с 25 по 31 августа 2014 года: 25-30 августа индивидуальные состязания, а 31 августа — командные. 1 сентября 2014 года было запланировано отбытие делегаций.
С 25 апреля 2014 года объявлен набор волонтёров числом в 800 человек. Они сопровождали иностранные делегации, спортсменов, судей и гостей, работали в парке дзюдо и приняли участие в проведении соревнований.

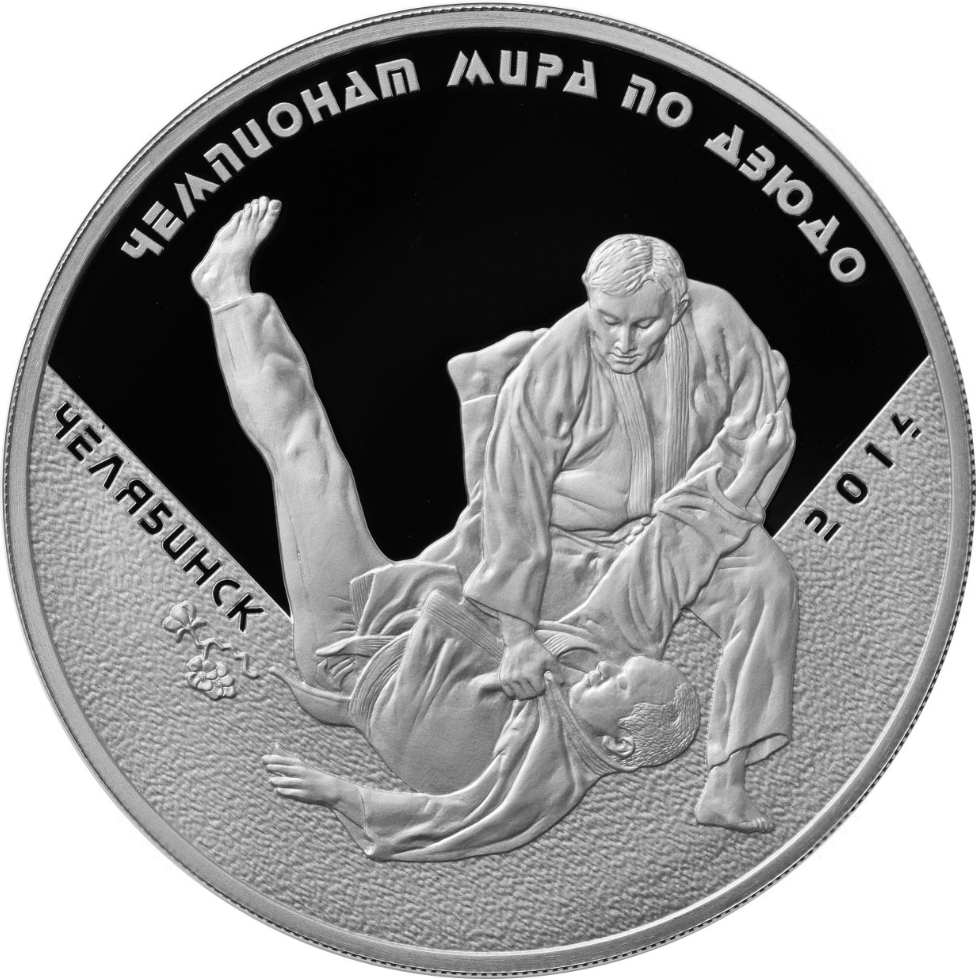
Серебряная монета

20 мая 2014 года в Челябинск прибыла делегация Международной федерации дзюдо, которая оценит подготовленность сооружений, инфраструктуры, технической базы.

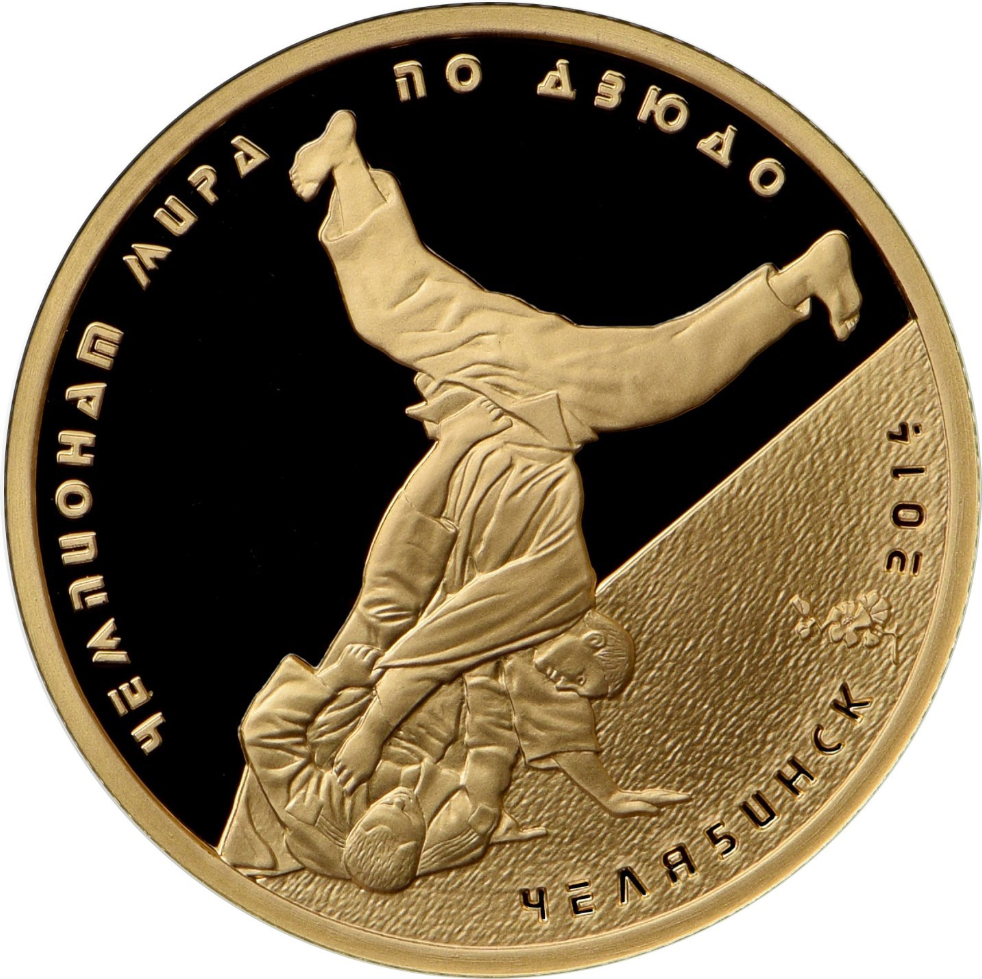
Золотая монета

29 мая 2014 года открыта продажа билетов на соревнования. Цена билета составляет от 200 до 1000 рублей и зависит от дня и времени посещения турнира, а также от места на секторе. Часть билетов была вручена бесплатно ученикам детско-юношеских спортивных школ, ветеранам спорта и инвалидам. Ожидалось прибытие около 100 тысяч зрителей из 130 стран мира.
17 августа 2014 года Банк России выпустил в обращение две памятные монеты: серебряную, тиражом в 3000 экземпляров, номиналом в три рубля, и золотую, тиражом в 750 экземпляров, номиналом в 50 рублей. На серебряной монете, диаметром в 39 миллиметров, изготовленной из серебра 925-й пробы (содержание чистого серебра в монете 31,1 грамма) изображён Владимир Путин, проводящий переднюю подножку. На золотой монете, диаметром в 22,6 миллиметров, изготовленной из золота 999-й пробы (содержание чистого золота в монете 7,78 грамма) изображены дзюдоисты в момент проведения, броска через голову с упором ноги в живот. Изображения сделаны на реверсах монет; на аверсах изображён герб Центрального банка РФ.

## Арена

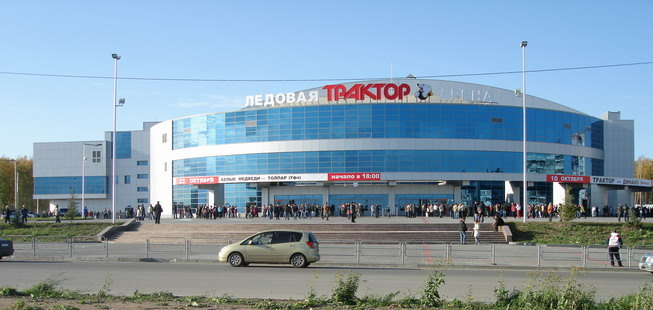
Арена «Трактор»

Соревнования проведены на специально подготовленной для чемпионата ледовой арене «Трактор». Площадь трёхэтажного здания арены 25 тысяч квадратных метров, трибуны вмещают 7,5 тысяч болельщиков. Главный мотив в дизайне арены — это эллипс. Фрагменты этой геометрической фигуры прослеживались во всех элементах оформления помещения: в форме эллипса развешаны флаги стран-участников, оформлены пьедесталы, световые арки, через которые спортсмены выходили на татами и покидали его.
На 90-сантиметровом красно-оранжевом подиуме разместились три татами, где одновременно проводились схватки. Схватки также транслировались на имеющихся телевизионных экранах.
В здании был оборудован увеличенный вдвое в сравнении с чемпионатом Европы пресс-центр. На площадке перед ареной был разбит так называемый «парк дзюдо». Под двумя летними тентами разместились точки продажи сувенирной продукции, фуд-корт, экран, по которому транслировались соревнования, зона отдыха, татами для показательных выступлений, места для автограф-сессии дзюдоистов.
Работы по оборудованию арены «Трактор» начались в первой половине августа 2014 года. 31 июля 2014 года в арене закончились тренировки на льду и в комплекс привезли татами немецкого производства.
Для тренировок борцов был задействован дворец спорта «Юность».

## Талисман
Талисманом чемпионата остался одетый в синее кимоно тигрёнок Жорик. Этот же талисман был на чемпионате Европы по дзюдо 2012 года, который также прошёл в Челябинске.
В 2009 году жители Челябинска спасли амурского тигра по имени Жорик от гибели в частном зверинце, собрав деньги на лечение и выкуп животного. Затем, при посредстве Владимира Путина была обеспечена транспортировка Жорика на Дальний Восток в центр реабилитации амурских тигров. Путём открытого народного голосования, проведённого перед чемпионатом Европы, талисманом турнира был выбран тигрёнок Жорик и для чемпионата мира 2014 года другие кандидаты даже не рассматривались. В апреле 2014 года тигру Жорику исполнилось 5 лет и он продолжает жить в центре реабилитации «Утёс» под Хабаровском.
Перед чемпионатом мира талисман был несколько модифицирован и по словам автора куклы он «помолодел», стал «немного веселее и „общительнее“». Общий вес костюма тигрёнка около пяти килограммов. Размер «куклы» рассчитан на спортсмена-артиста ростом выше 170 сантиметров и подойдет обладателю 52-54 размера одежды. Изготовлен ростовой талисман из искусственного меха, синтепона, каркасных материалов и подкладочных тканей.

## Эмблема
Эмблема чемпионата представляет собой сине-белый прямоугольник, подпоясанный снизу красным поясом от кимоно. Расположение цветов на эмблеме повторяет цвета российского флага. На эмблеме изображён силуэт Владимира Путина, взятый с фотографии, размещённой на обложке книги «Учимся дзюдо с Владимиром Путиным».

## Награды и призовой фонд

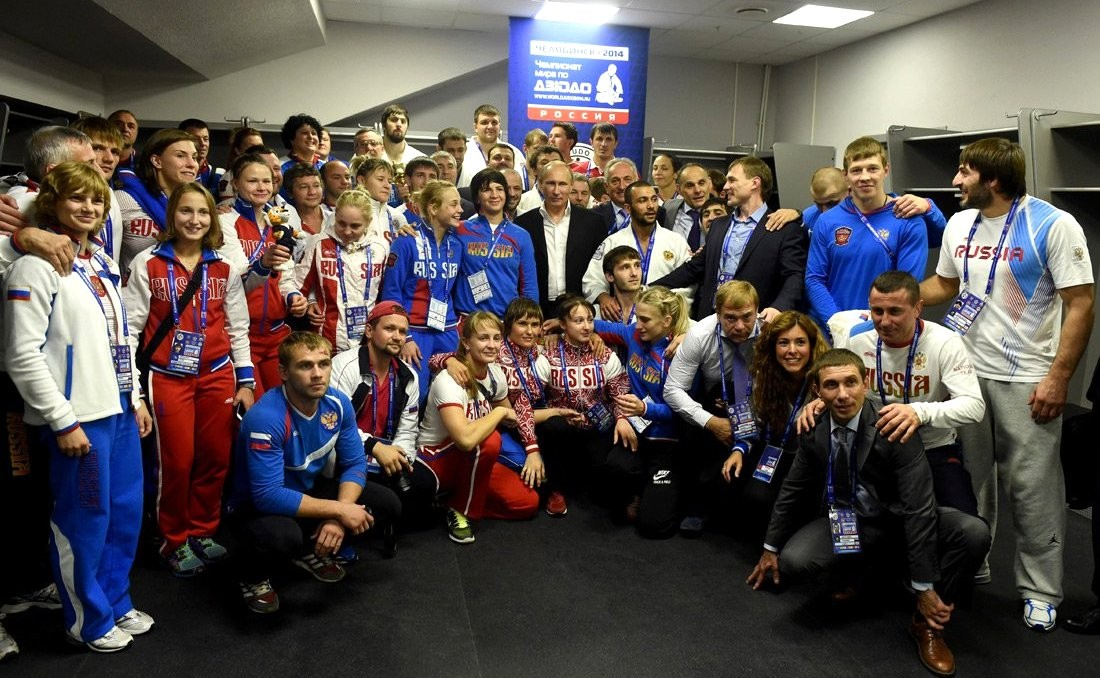
Российские участники чемпионата с президентом Путиным

Победители и призёры соревнований награждены кубками и медалями, изготовленными в Златоустовской оружейной компании. Кубки изготовлены из латуни и природного камня, медали также изготовлены из латуни с соответствующим, золотым, серебряным или бронзовым напылением. В центре медали вырезан рисунок в виде стилизованного следа от Челябинского метеорита Победители в личном первенстве кроме того получат эксклюзивные наручные часы, изготовленные на Челябинском часовом заводе по швейцарским технологиям и выпущенные в количестве 20 экземпляров. Первым обладателем часов стали Мариус Визер, президент IJF
Общий призовой фонд составил 300 тысяч долларов США и был распределён в следующем порядке:
В личном первенстве за первое место вручено 6 000 долларов, из них 4 800 спортсмену и 1 200 тренеру, за второе место 4 000 (3 200 и 800), за третье место 2 000 долларов (1 600 и 400). Лучшие дзюдоисты чемпионата среди мужчин и женщин получат по две тысячи долларов каждый.
В командном первенстве за первое место вручено 25 000 долларов, из них 20 000 спортсменам и 5 000 тренеру, за второе место 15 тысяч долларов (12 000 и 3 000), за третье место 5 000 долларов (4 000 и 1 000).

## Правила

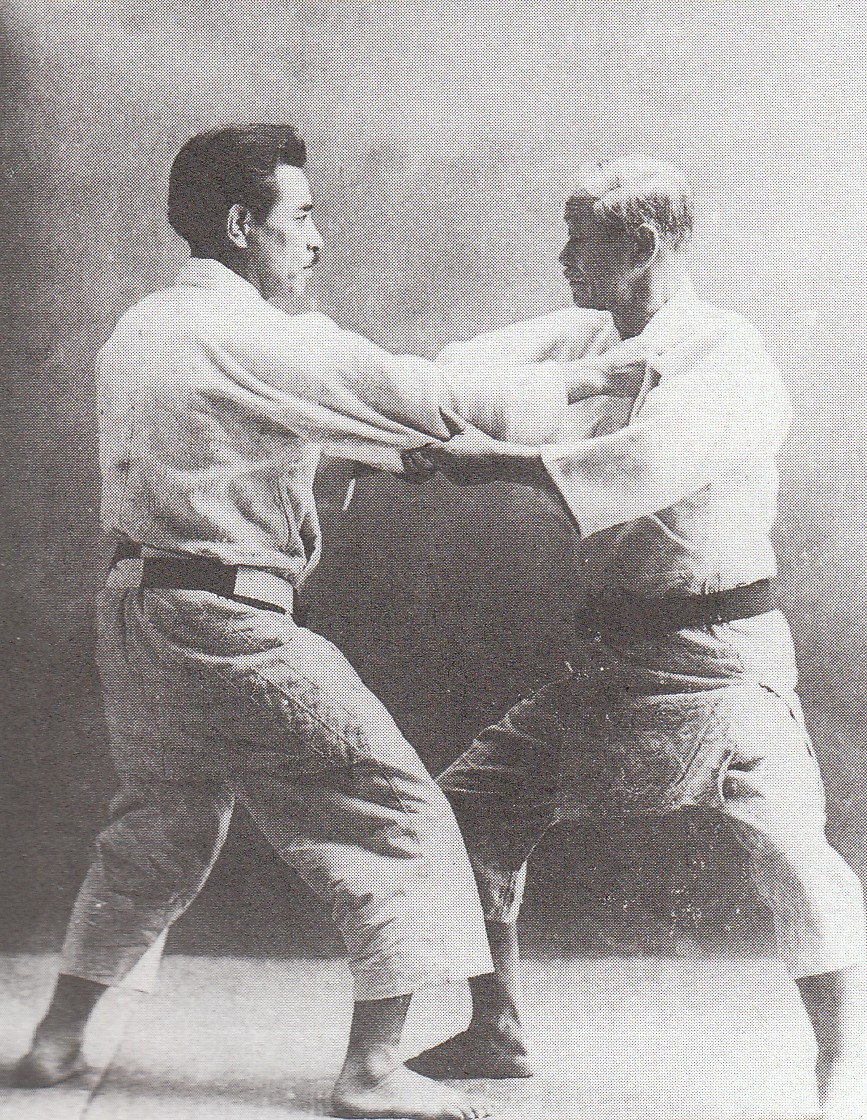
Классическое японское положение дзюдоистов во время схватки

Чемпионат мира по дзюдо прошёл по изменившимся с 1 января 2014 года правилам. Международная федерация дзюдо продолжает курс на отграничение дзюдо от других видов борьбы в одежде, в частности самбо, и возвращение к классическим канонам дзюдо, подчёркивая самобытность и характерные особенности стиля. Так, существенно ограниченные в 2010 году действия в стойке руками ниже пояса теперь полностью запрещены и наказываются немедленной дисквалификацией. В стремлении сохранить традиционные для дзюдо особенности, ограничены возможности борьбы за захват: теперь наказываются не только запрещённые способы срыва захвата или уклонение от захвата, но и превышение количества разрешённых способов срыва захвата. С той же целью, а также с целью придания большей динамичности схватке, под угрозой замечания запрещены также иные способы уклонения от борьбы или блокирования противника, такие как фальшивые атаки или вынуждение противника силой занять согнутое положение. Уточнены в пользу большей чистоты, амплитуды, скорости и силы исполнения приёма критерии чистого броска (на оценку иппон). К истоками дзюдо ведут и откорректированные в сторону традиционности ритуалы: так, теперь спортсмены обязаны приветствовать друг друга только одновременными поклонами: пожатие рук перед схваткой запрещается. Наконец, теперь дополнительное время поединка по правилам Golden Score (то есть, до первого предупреждения или до первой оценки) никак не ограничивается, а победа по решению судей (хантэй) отменена.

## Соревнования
Соревнования в личном первенстве прошли в следующих категориях (с указанием трёх сильнейших дзюдоистов мира в каждой категории перед чемпионатом согласно мировому рейтингу дзюдоистов и рейтинговым баллам и их коронных приёмов)

### Мужчины
| Место в рейтинге | до 60 кг                                        | до 66 кг                                    | до 73 кг                                                               | до 81 кг                                      | до 90 кг                                         | до 100 кг                                                         | свыше 100 кг                                  |
| #1               | Наохиса Таката (2500) бросок через спину        | Масаси Эбинума (1980) подхват под одну ногу | Рики Накая (1444) бросок через спину                                   | Автандил Чрикишвили (2880) бросок через бедро | Варлам Липартелиани (2400) подхват под одну ногу | Лукаш Крпалек (2118) бросок через бедро                           | Рафаэл Силва (2450) отхват                    |
| #2               | Амиран Папинашвили (2070) подхват под одну ногу | Михаил Пуляев (1519) бросок через спину     | Саги Муки (1416) передняя подсечка                                     | Лоик Пьетри (1988) передний переворот         | Эсли Гонсалес (1600) выхват за бёдра             | Эльхан Мамедов (1995) бросок через спину с захватом руки на плечо | Файсель Джабалла (2140) подхват под одну ногу |
| #3               | Ганбатын Болдбаатар (1666) передний переворот   | Давид Лярош (1405) бросок через спину       | Виктор Скворцов (1405) передняя подножка на пятке под одноимённую ногу | Виктор Пеналбер (1804) бросок через спину     | Кирилл Денисов (1398) подхват под обе ноги       | Сирил Маре (1822) подхват под обе ноги                            | Адам Окруашвили (1992) подсечка изнутри       |

### Женщины
| Место в рейтинге | до 48 кг                                    | до 52 кг                                        | до 57 кг                                                                         | до 63 кг                                  | до 70 кг                                     | до 78 кг                                     | свыше 78 кг                                |
| #1               | Уранцэцэг Мунхбат (2700) бросок через спину | Маджлинда Келменди (3380) подхват под одну ногу | Мириам Ропер (2088) зацеп снаружи                                                | Кларисс Агбеньену (2700) отхват           | Ким Поллинг (3360) подхват под одну ногу     | Маринде Веркерк (2030) бросок через спину    | Айдализ Ортис (2448) подхват под одну ногу |
| #2               | Сара Менезеш (2132) отхват                  | Эрика Миранда (2176) подсечка изнутри           | Рафаэла Силва (2076) подхват под одну ногу                                       | Ярден Джерби (2322) подхват под одну ногу | Лаура Варгас-Кох (2242) подхват под обе ноги | Одри Чёмео (1980) зацеп изнутри              | Мария Альтеман (2220) бросок через спину   |
| #3               | Эми Ямагаси (1390) подхват под одну ногу    | Марен Краех (1590) подхват под обе ноги         | Марти Маллой (1950) бросок через бедро с захватом разноимённых рукава и отворота | Кана Абэ (1930) подхват под одну ногу     | Келита Зуранчич (1918) бросок через грудь    | Анамари Веленшек (1830) подхват под обе ноги | Мэгуми Татимото (2010) отхват              |

Соревнования в командном первенстве пройдут в тех же весовых категориях как у мужчин, так и у женщин (приведены первые по рейтингу 10 стран по количеству медалей на чемпионатах мира, начиная с 2009 года)
| Место в рейтинге | Команда    |    |   |    |
| #1               | Япония     | 11 | 8 | 10 |
| #2               | Франция    | 8  | 2 | 5  |
| #3               | Грузия     | 0  | 8 |    |
| #4               | Куба       | 2  | 2 | 2  |
| #5               | Россия     | 2  | 1 | 6  |
| #6               | Китай      | 2  | 1 | 1  |
| #7               | Монголия   | 2  | 1 | 0  |
| #8               | Колумбия   | 2  | 0 | 0  |
| #9               | Нидерланды | 1  | 6 | 4  |
| #10              | Бразилия   | 1  | 5 | 5  |

### Расписание соревнований
| Дата       | Время | Категория                      |
| ---------- | ----- | ------------------------------ |
| 25 августа | 11:00 | Мужчины до 60 кг.              |
| 25 августа | 11:00 | Женщины до 48 кг.              |
| 26 августа | 11:00 | Мужчины до 66 кг.              |
| 26 августа | 11:00 | Женщины до 52 кг.              |
| 27 августа | 11:00 | Мужчины до 73 кг.              |
| 27 августа | 11:00 | Женщины до 57 кг.              |
| 28 августа | 11:00 | Мужчины до 81 кг.              |
| 28 августа | 11:00 | Женщины до 63 кг.              |
| 29 августа | 11:00 | Мужчины до 90 кг.              |
| 29 августа | 11:00 | Женщины до 70 кг.              |
| 29 августа | 11:00 | Женщины до 78 кг.              |
| 30 августа | 11:00 | Мужчины до 100 кг.             |
| 30 августа | 11:00 | Мужчины свыше 100 кг.          |
| 30 августа | 11:00 | Женщины свыше 78 кг.           |
| 31 августа | 10:00 | Мужчины командные соревнования |
| 31 августа | 10:00 | Женщины командные соревнования |

#### Категория до 60 килограммов (мужчины)
В легчайшем весе обычна большая конкуренция: на награды вполне мог рассчитывать любой дзюдоист из первой двадцатки мирового рейтинга. Но был явный фаворит: действующий чемпион мира, лидер мирового рейтинга Наохиса Таката. Претендентами на титул являлись также монгол Амартувшин Дашдаваа (7 место в рейтинге), бразилец Фелипе Китадай (6 место) и россиянин Беслан Мудранов (4 место).
Серьёзными конкурентами назывались Ганбатын Болдбаатар, номер 3 мирового рейтинга, проигравший в финале предыдущего чемпионата мира лишь в дополнительное время, грузин Амиран Папинашвили, номер 2 в рейтинге и два «ветерана» Софьен Мило (Франция, 14 место) и Людвиг Пайшер (Австрия, 22 место).
Пять спортсменов назывались как могущие преподнести сюрпризы: Орхан Сафаров и Ильгар Мушкиев (оба Азербайджан, 5 и 11 место соответственно), Эрик Такабатаке (Бразилия, 15 место), Жерон Моорен (Нидерланды, 32 место) и Ованес Давтян (Армения, 44 место).
Предварительные схватки закончились достаточно ожидаемо: в полуфинал вышли Наохиса Таката, Беслан Мудранов и Амиран Папинашвили, Ганбатын Болдбаатар. Сюрпризом стало поражение в первых же встречах Фелипе Китадая, Амартувшина Дашдаваа и Людвига Пайшера. В утешительные встречи, в которых могла быть завоёвана «бронза», из фаворитов вышел лишь Софьен Мило.
В полуфинале Беслан Мудранов чисто, но при спорном судействе (противнику не засчитывали проведённые приёмы) победил Наохису Такату, а Ганбатын Болдбаатар — Амирана Папинашвили. В финальной встрече Беслан Мудранов проиграл монгольскому борцу из-за большего количества замечаний. В схватках за бронзовые медали оба полуфиналиста победили участников утешительных схваток

#### Категория до 48 килограммов (женщины)
В легчайшем весе и у женщин с самого начала ожидалась большая конкуренция. Явными фаворитами считались действующая чемпионка мира, лидер мирового рейтинга Мунхбатын Уранцэцэг из Монголии и действующая олимпийская чемпионка Сара Менезеш из Бразилии (2 место в рейтинге).
Претендентами на титул являлись также обладательница множества регалий Ева Черновицки (Венгрия, 6 место в рейтинге), Валентина Москатт (Италия 8 место), Дайарис Местре Альварес (Куба, 15 место), Тачиана Лима (Гвинея-Бисау, 4 место) и Ами Кондо (Япония, 18 место)
Как считалось, сюрприз могли преподнести четыре молодые спортсменки, из них три дебютирующих на чемпионате мира: Паула Парето (Аргентина, 12 место), Мария Селия Лаборде (Куба, 5 место), Галбадрахын Отгонцэцэг (Монголия, 14 место), Амандин Бушар (Франция, 19 место)
Сюрпризом стало поражение обеих фавориток: Сара Менезеш проиграла в первой же встрече француженке Амандин Бушар, а Уранцэцэг Монхбат в ходе соревнований проиграла японке Ами Кондо. В полуфиналах встретятся Ами Кондо с Марией Селией Лаборде и Амандин Бушар с Паулой Парето. В утешительные схватки среди фаворитов вышли Ева Черновицки и Дайарис Местре Альварес.
Чемпионкой мира стала японка Ами Кондо, победившая в финале Паулу Парето. Обе бронзовые медали также взяли полуфиналисты: Мария Селия Лаборде победила соотечественницу Дайарис Местре Альварес, а Амандин Бушар на юко победила россиянку Алесю Кузнецову.

#### Категория до 66 килограммов (мужчины)
В лёгком весе на золотую медаль претендовали Чарльз Чибана (Бразилия, 1 место в рейтинге), Михаил Пуляев (Россия, 2 место), Георгий Зантарая (Украина, 4 место) и Масаси Эбинума (Япония, 6 место).
Борьбу за медали также вели Тумурхулег Даваадорж (Монголия, 4 место), Камал Хан-Магомедов (Россия, 11 место), Луи Корвал (Франция, 14 место) и Сугон Уриарте (Испания, 16 место).
В борьбу среди фаворитов могли вмешаться Ришод Собиров (Узбекистан, 51 место), Нижат Шихализада (Азербайджан, 7 место), Колин Оатс (Великобритания, 9 место), Кэнго Такаити (Япония, 23 место), Элио Верде (Италия, 39 место).
Чарльз Чибана неожиданно проиграл Ришоду Собирову и выбыл из соревнований; также выбыл из борьбы за золото Георгий Зантарая, таким образом из числа явных фаворитов в полуфиналы вышли Михаил Пуляев и Масаси Эбинума. Кроме того, в полуфинале будут бороться молодой японский дзюдоист Кенго Такаити и француз Луи Корвал.
Чемпионом мира стал японский дзюдоист Масаса Эбинума, в финальной схватке чистым подхватом под обе ноги уложившим на лопатки россиянина Михаила Пуляева. Бронзовые медали в этой категории завоевали пробившиеся через утешительные встречи и победившие полуфиналистов Камал Хан-Магомедов и Георгий Зантарая.

#### Категория до 52 килограммов (женщины)
В лёгком весе явным фаворитом считалась Маджлинда Келменди (Косово, 1 место в рейтинге). Вместе с ней за золотую медаль боролись бразильянка Эрика Миранда (2 место) и японка Юки Хасимото (4 место).
Претендентами на пьедестал были также Илзе Хейлен (Бельгия, 9 место), Наталья Кузютина (Россия, 5 место), Жанет Бермой-Акоста (Куба, 10 место), Бундмаа Мункхбаатар (Монголия, 15 место) и Присцилла Нето (Франция, 18 место)
В борьбу среди фаворитов могли, как считалось, вмешаться Мареен Краех (Германия, 3 место), Андреа Читу (Румыния, 6 место), Гили Кохэн (Израиль, 7 место) и Роми Тарангуль (Германия, 24 место).
В лёгком весе два из трёх явных фаворитов вышли в полуфинал: Маджлинда Келменди и Эрика Миранда. В полуфинале также выступили Наталья Кузютина, победившая на 40-й секунде четвертьфинальной схватки Юки Хасимото, и Андреа Читу.
Чемпионкой мира ожидаемо стала непобедимая Маджлинда Келменди из Косово (выступала под флагом IJF). В финале она победила румынку Андреа Читу. Полуфиналистки Наталья Кузютина и Эрика Миранда завоевали бронзовые медали в схватках с победительницами утешительного турнира.

#### Категория до 73 килограммов (мужчины)
Соревнования в среднем весе проведены в условиях большой конкуренции. С равным успехом на золотую медаль чемпионата мира могли претендовать Цаганбаатар Хашбаатар (Монголия, 6 место в рейтинге), Уго Легран (Франция, 5 место), Декс Эльмонт (Нидерланды, 8 место) и действующий чемпион мира Сохэи Оно (Япония, 9 место).
Претендентами на пьедестал считались Муса Могушков (Россия, 26 место), Виктор Скворцов (ОАЭ, 3 место), Миклош Унгвари (Венгрия, 14 место), Рики Накая (Япония, 16 место), Рок Дракшич (Сербия, лидер рейтинга) и Саги Муки (Израиль, 2 место в рейтинге).
В борьбу среди фаворитов могли, как считалось, вмешаться Алекс Вильям Помбо да Силва (Бразилия, 4 место), Нузгари Таталашвили (Грузия, 11 место) и Дирк ван Тихельт (Бельгия, 10 место).
Неожиданно, но в полуфиналы никто из явных фаворитов не пробился. В полуфинальных схватках встретятся Ертуган Торенов, из Казахстана, чьё выступление стало сенсацией (44-й номер мирового рейтинга в том числе чисто победил лидера рейтинга Рона Дракшича) с борцом из Северной Кореи Хон Кук Хёном и японец Рики Накая с Виктором Скворцовым.
Чемпионом мира стал японский борец Рики Накая, победивший в финале чистым броском Хон Кук Хёна. Бронзовые медали завоевали Муса Могушков, пробившийся через утешительные схватки и полуфиналист Виктор Скворцов.

#### Категория до 57 килограммов (женщины)
Фаворитами борьбы за золотую медаль были Мириам Ропер (Германия, лидер мирового рейтинга), незадолго до этого вернувшаяся в большой спорт олимпийская чемпионка Каори Мацумото (Япония, 21 место), Сабрина Фильцмозер (Австрия, 5 место) и Отумн Павиа (Франция, 4 место).
Претендентками на пьедестал были также действующая чемпионка мира Рафаэла Силва (Бразилия, 2 место), Марти Маллой (США, 3 место), Сумия Дорсуржен (Монголия, 7 место) и Катрин Бушемин-Пинар (Канада, 9 место).
В борьбу среди фаворитов могли вмешаться Кетлин Куадрос (Бразилия, 6 место), Телма Монтейро (Португалия, 11 место) и Флора Бедети (Словения, 12 место).
В третий день соревнований и в женской части программы есть сюрпризы. В первой же встрече проиграла лидер мирового рейтинга Мириам Ропер. Из явных фаворитов в полуфинал вышла только Отумн Павиа, которая встретилась там с Наэ Удака из Японии. Во втором полуфинале поборолись Телма Монтейро и Сумия Дорсуржен.
Чемпионкой мира стала Наэ Удака, победившая в финале в дополнительное время Телму Монтейро. Бронзовые медали достались полуфиналистке Отумн Павии и пробившейся через утешительные встречи Сане Ферхаген из Нидерландов.

#### Категория до 81 килограмма (мужчины)
В полутяжёлом весе был фактически неоспоримый фаворит, лидер мирового рейтинга и в своей весовой категории и вообще, среди всех мужчин-дзюдоистов, грузин Автандил Чрикишвили. Разрыв между ним и занимающим вторую строчку действующим чемпионом мира Луи Пьетри из Франции достигал почти 1000 очков. За последние годы Чрикишвили проиграл лишь одну встречу, на предыдущем чемпионате мира и именно Луи Пьетри. К числу фаворитов относится также Иван Нифонтов, но он после Олимпийских игр в Лондоне почти не выступал.
Претендентами на пьедестал являлись Таканори Нагасэ (Япония, 11 место), Свен Мареш (Германия, 4 место), Виктор Пенальбер (Бразилия, 3 место), Трэвис Стивенс (США, 5 место) и Антуан Валуа-Фортье (Канада, 6 место в рейтинге).
В борьбу среди фаворитов могли вмешаться Саболч Крижан (Венгрия, 8 место), Алан Шмитт (Франция, 17 место) и Йоахим Боттью (Бельгия, 23 место).
Сюрпризов в этой весовой категории не состоялось: в полуфинал вышли Автандил Чрикишвили, Луи Пьетри, Антуан Валуа-Фортье и Алан Шмитт, чей успех и можно считать в некоторой степени удивительным.

#### Категория до 63 килограммов (женщины)

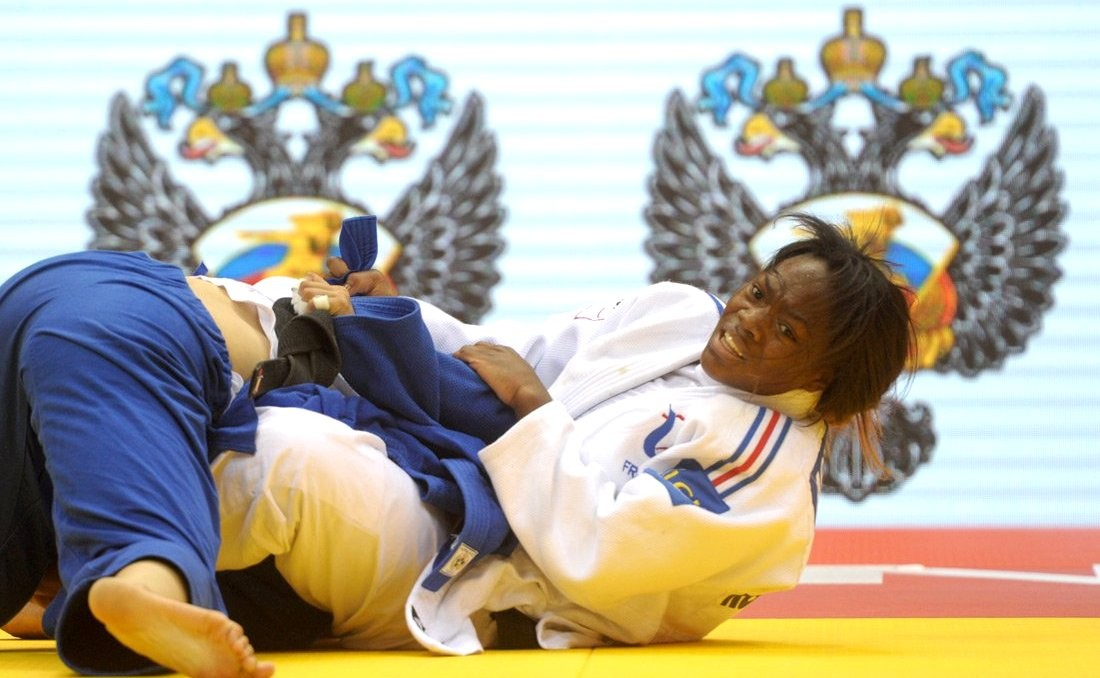
Кларисс Агбеньену, победительница чемпионата в категории до 63 кг

В этой категории в последние годы стабильные результаты: турниры выигрывают три спортсменки: Кларисс Агбеньену (Франция, лидер мирового рейтинга), Ярден Джерби (Израиль, 2 место) и Аника ван Эмден (Нидерланды, 4 место).
Претендентками на пьедестал были Мику Тасиро (Япония, 12 место), Хильде Дрекслер (Австрия, 14 место), Катрин Унтервюрзахен (Австрия, 5 место), Мунгунчимег Балдорж (Монголия, 18 место) и Эдвиге Гвенд (Италия, 10 место).
В борьбу среди фаворитов могли вмешаться Анна Лаура Белар (Франция, 6 место), Мартина Трайдош (Германия, 7 место), Тина Трстеняк (Словения, 8 место) и Изабель Пуше (Испания, 25 место)
И в этой категории почти не оказалось сюрпризов: в полуфиналы вышли две француженки Кларисс Абеньену и Анна Лаура Белар, Ярден Герби и японка Мику Тасиро, которая выбила из борьбы за золото Анику ван Эмден.

### Результаты соревнований у мужчин
| Место | до 60 кг            | до 66 кг            | до 73 кг        | до 81 кг            | до 90 кг            | до 100 кг        | свыше 100 кг |
|       | Ганбатын Болдбаатар | Масаси Эбинума      | Рики Накая      | Автандил Чрикишвили | Илиас Илиадис       | Лукаш Крпалек    | Тедди Ринер  |
|       | Беслан Мудранов     | Михаил Пуляев       | Хон Кук Хён     | Антуан Валуа-Фортье | Кристиан Тот        | Хосе Арментерос  | Рю Ситиноэ   |
|       | Амиран Папинашвили  | Камал Хан-Магомедов | Муса Могушков   | Иван Нифонтов       | Варлам Липартелиани | Карл-Рихард Фрай | Ренат Саидов |
|       | Наохиса Таката      | Георгий Зантарая    | Виктор Скворцов | Лоик Пьетри         | Кирилл Вопросов     | Иван Ремаренко   | Рафаэл Силва |

### Результаты соревнований у женщин
| Место | до 48 кг            | до 52 кг           | до 57 кг       | до 63 кг          | до 70 кг       | до 78 кг         | свыше 78 кг          |
|       | Ами Кондо           | Маджлинда Келменди | Наэ Удака      | Кларисс Агбеньену | Юри Альвеар    | Майра Агиар      | Идалис Ортис         |
|       | Паула Парето        | Андрея Кицу        | Телма Монтейру | Ярден Джерби      | Карэн Нун-Ира  | Одри Чёмео       | Мария Суэлен Алтеман |
|       | Амандин Бюшар       | Наталья Кузютина   | Отон Павья     | Мику Тасиро       | Оникс Кортес   | Кайла Харрисон   | Эмили Андеоль        |
|       | Мария Селия Лаборде | Эрика Миранда      | Санне Ферхаген | Тина Трстеняк     | Катаржина Клис | Анамари Веленшек | Мэгуми Татимото      |

## Комментарии
1. ↑  До этого ещё в Советском Союзе (Москва) в 1983 году состоялся чемпионат мира по дзюдо и в Тюмени (Россия) в 2011 году был проведён чемпионат мира в абсолютной весовой категории